# Le Village des Enfoirés
Albums de Les Enfoirés
Le Train des Enfoirés La Caravane des Enfoirés
Le Village des Enfoirés est le nom du spectacle donné par Les Enfoirés, du mercredi 22 février 2006 au lundi 27 février (7 représentations) à la Halle Tony-Garnier de Lyon, et diffusé sur TF1 le 7 avril 2006. L'album du même titre sort le 8 avril 2006.
Comme chaque année, cette action se faisait au profit des Restos du Cœur.

## Les artistes présents
43 artistes ont au moins participé à un concert :
- Tina Arena* (Première participation)
- Chimène Badi*
- Axel Bauer (23, 24, 25, 26, 27 février)
- Amel Bent (22, 25, 26, 27 février) (Première participation)
- Patrick Bruel (24, 25, 26, 27 février)
- Francis Cabrel*
- Calogero*
- Julien Clerc (25, 26, 27 février)
- Corneille*
- Grégory Coupet (24 février) (Première participation)
- Gérard Darmon*
- Gérald de Palmas (27 février)
- Elsa (25, 26, 27 février)
- Patrick Fiori*
- Liane Foly (23, 24, 25, 26, 27 février)
- Garou*
- Jean-Jacques Goldman*
- Jenifer*
- Michael Jones*
- Patricia Kaas*
- Claire Keim*
- Sandrine Kiberlain (23, 24, 25, 26, 27 février)
- Lââm*
- Catherine Lara*
- Michèle Laroque*
- Marc Lavoine*
- Maxime le Forestier (26, 27 février)
- Nolwenn Leroy* (Première participation)
- Lorie (26, 27 février)
- Mimie Mathy*
- Jean-Baptiste Maunier*
- Maurane*
- MC Solaar*
- Karen Mulder*
- Yannick Noah*
- Pierre Palmade (26, 27 février)
- Raphaël (26, 27 février) (Première participation)
- Muriel Robin (25, 26, 27 février)
- Hélène Ségara*
- Natasha St Pier*
- Patrick Timsit (26 à 20H, 27 février)
- Zazie*
- Julie Zenatti*

Les artistes ayant participé aux 7 concerts sont indiqués avec un astérisque.
À cela s'ajoute une chorale (ou équivalent) : La chorale des élèves des écoles élémentaires de Lyon.

## Les chansons du concert[1]
| n° | Titre                                              | Interprète(s)                                                                                        | Interprète(s) original(aux)       |
| -- | -------------------------------------------------- | --- | --------------------------------- |
| 1  | Le jour s'est levé                                 | Les Enfoirés                                                                                         | Téléphone                         |
| 2  | Encore un matin                                    | Chimène Badi, Liane Foly, Sandrine Kiberlain, Mimie Mathy, Karen Mulder, Muriel Robin, Julie Zenatti | Jean-Jacques Goldman              |
| 3  | Lambé An Dro                                       | Gérald De Palmas, Jean-Jacques Goldman, Michael Jones, Jean-Baptiste Maunier, Yannick Noah           | Matmatah                          |
| 4  | Face à la mer                                      | Michèle Laroque, Lââm, Patrick Fiori, Patricia Kaas, MC Solaar                                       | Calogero et Passi                 |
| 5  | La Tendresse                                       | Gérard Darmon, Jenifer, Maurane, Calogero                                                            | Daniel Guichard                   |
| 6  | Con te partirò                                     | Patrick Bruel, Nolwenn Leroy, Amel Bent                                                              | Andrea Bocelli                    |
| 7  | Ma philosophie                                     | Karen Mulder, Hélène Ségara, Corneille, Julie Zenatti, Lorie, Sandrine Kiberlain                     | Amel Bent                         |
| 8  | Non, non, rien n'a changé                          | Zazie, Claire Keim, Jean-Jacques Goldman, Calogero, Corneille                                        | Les Poppys                        |
| 9  | Non, je ne regrette rien                           | Patricia Kaas, Tina Arena, Garou, Marc Lavoine                                                       | Édith Piaf                        |
| 10 | Tu ne m'as pas laissé le temps                     | Yannick Noah, Liane Foly, Chimène Badi, Maurane                                                      | David Hallyday                    |
| 11 | Quelqu'un m'a dit                                  | Francis Cabrel, Zazie, Marc Lavoine, Patrick Bruel, Raphaël                                          | Carla Bruni                       |
| 12 | L'Avventura                                        | Patricia Kaas, MC Solaar, Pierre Palmade, Jenifer                                                    | Stone et Charden                  |
| 13 | La tribu de Dana                                   | Catherine Lara, Jean-Baptiste Maunier, Natasha St-Pier, Francis Cabrel, Zazie                        | Manau                             |
| 14 | Débarquez-moi                                      | Yannick Noah, Natasha St-Pier, Michèle Laroque, Axel Bauer                                           | Jean-Luc Lahaye                   |
| 15 | Lucie                                              | Francis Cabrel, Julien Clerc, Patrick Fiori, Hélène Ségara, Catherine Lara                           | Pascal Obispo                     |
| 16 | Oh, ma jolie Sarah                                 | Lââm, Chimène Badi, Tina Arena, Marc Lavoine, Gérard Darmon, Garou, Julien Clerc                     | Johnny Hallyday                   |
| 17 | Carte postale                                      | Elsa, Gérald de Palmas, Maxime Le Forestier, Muriel Robin, Catherine Lara                            | Francis Cabrel                    |
| 18 | Le temps qui court                                 | Les Enfoirés                                                                                         | Alain Chamfort                    |
| 19 | La Chanson des Restos                              | Les Enfoirés                                                                                         | Les Enfoirés                      |
| 20 | Medley "Adultes et enfants" :                      | Medley "Adultes et enfants" :                                                                        | Medley "Adultes et enfants" :     |
|    | - Entre nous                                       | Jean-Baptiste Maunier, Marc Lavoine                                                                  | Chimène Badi                      |
|    | - Mon frère                                        | Jean-Baptiste Maunier, Francis Cabrel                                                                | Maxime Le Forestier               |
|    | - Sang pour sang                                   | Jean-Baptiste Maunier, Patricia Kaas                                                                 | Johnny Hallyday et David Hallyday |
|    | - Dis-moi que l'amour                              | Jean-Baptiste Maunier, Natasha St-Pier                                                               | Marc Lavoine et Bambou            |
|    | - Petite sœur                                      | Jean-Baptiste Maunier, Tina Arena                                                                    | Lââm                              |
|    | - Prendre un enfant                                | Chimène Badi, Jean-Baptiste Maunier, Francis Cabrel, Patricia Kaas, Marc Lavoine, Natasha St-Pier    | Yves Duteil                       |
| 21 | Medley "Uniformes" :                               | Medley "Uniformes" :                                                                                 | Medley "Uniformes" :              |
|    | - Pourvu qu'elles soient douces                    | Jenifer, Patricia Kaas, Lorie, Elsa                                                                  | Mylène Farmer                     |
|    | - Au paradis                                       | Calogero, Zazie, Corneille, Michèle Laroque                                                          | Gérald de Palmas                  |
|    | - La Tactique du gendarme                          | Patrick Fiori, Mimie Mathy, MC Solaar, Patrick Bruel                                                 | Bourvil                           |
|    | - Help!                                            | Michael Jones, Lââm, Francis Cabrel, Amel Bent                                                       | The Beatles                       |
|    | - J'ai vu                                          | Yannick Noah, Karen Mulder, Axel Bauer, Natasha St-Pier                                              | Niagara                           |
|    | - Être une femme                                   | Nolwenn Leroy, Sandrine Kiberlain, Liane Foly, Claire Keim                                           | Michel Sardou                     |
| 22 | Medley "Vie quotidienne" :                         | Medley "Vie quotidienne" :                                                                           | Medley "Vie quotidienne" :        |
|    | - Comme d'habitude                                 | Patrick Bruel, Karen Mulder                                                                          | Claude François                   |
|    | - Les volets clos                                  | Claire Keim, Tina Arena, Hélène Ségara                                                               | Nicoletta                         |
|    | - Ah ! C'qu'on est bien quand on est dans son bain | Patrick Timsit, Zazie                                                                                | Henri Salvador                    |
|    | - Maldon                                           | Natasha St-Pier, Sandrine Kiberlain, Jenifer                                                         | Zouk Machine                      |
|    | - La Cantine                                       | Gérard Darmon, Maxime Le Forestier, Pierre Palmade, Corneille                                        | Carlos                            |
|    | - Déjeuner en paix                                 | Jean-Jacques Goldman, Raphaël                                                                        | Stephan Eicher                    |
|    | - Le petit pain au chocolat                        | Mimie Mathy, Julie Zenatti, Nolwenn Leroy, Julien Clerc                                              | Joe Dassin                        |
|    | - Le téléfon                                       | Axel Bauer, Maurane                                                                                  | Nino Ferrer                       |
|    | - Je viens dîner ce soir                           | Liane Foly, MC Solaar                                                                                | Claude François                   |
|    | - Tout le bonheur du monde                         | Garou, Amel Bent                                                                                     | Sinsemilia                        |
| 23 | Medley "Attachement à un lieu" :                   | Medley "Attachement à un lieu" :                                                                     | Medley "Attachement à un lieu" :  |
|    | - Dans mon HLM                                     | Marc Lavoine, Yannick Noah                                                                           | Renaud                            |
|    | - Je viens du sud                                  | Mimie Mathy, Liane Foly                                                                              | Michel Sardou                     |
|    | - Le Plat Pays                                     | Muriel Robin, Catherine Lara                                                                         | Jacques Brel                      |
|    | - La rivière de notre enfance                      | Julie Zenatti, Amel Bent                                                                             | Michel Sardou et Garou            |
|    | - Caravane                                         | Maurane, Zazie                                                                                       | Raphaël                           |
|    | - Un banc, un arbre, une rue                       | Lorie, Jean-Baptiste Maunier                                                                         | Séverine                          |
| 24 | Medley "Séduction" :                               | Medley "Séduction" :                                                                                 | Medley "Séduction" :              |
|    | - Tant pis                                         | Julien Clerc, Jenifer                                                                                | Roch Voisine                      |
|    | - Je ne veux qu'elle                               | Gérard Darmon, Julie Zenatti                                                                         | Marc Lavoine et Claire Keim       |
|    | - Si j'étais elle                                  | Francis Cabrel, Maurane                                                                              | Julien Clerc                      |
|    | - Elle imagine                                     | Jean-Baptiste Maunier, Muriel Robin                                                                  | Nacash                            |
|    | - Un point, c'est toi                              | Michèle Laroque, Claire Keim                                                                         | Zazie                             |
| 25 | Medley "Époques musicales" :                       | Medley "Époques musicales" :                                                                         | Medley "Époques musicales" :      |
|    | - Mon amant de Saint-Jean                          | Garou, Julie Zenatti, Mimie Mathy                                                                    | Lucienne Delyle                   |
|    | - Chante                                           | MC Solaar, Jenifer                                                                                   | Les Forbans                       |
|    | - YMCA                                             | Michael Jones, Karen Mulder, Pierre Palmade                                                          | The Village People                |
|    | - Highway to Hell                                  | Tina Arena, Hélène Ségara                                                                            | AC/DC                             |
|    | - Inch'Allah                                       | Lââm, Patrick Timsit                                                                                 | MC Solaar                         |
|    | - Toute la musique que j'aime                      | Patrick Fiori, Chimène Badi, Patricia Kaas                                                           | Johnny Hallyday                   |
| 26 | Medley "On s'écrit" :                              | Medley "On s'écrit" :                                                                                | Medley "On s'écrit" :             |
|    | - Le déserteur                                     | Calogero, Maxime Le Forestier                                                                        | Boris Vian                        |
|    | - Les séparés                                      | Patrick Bruel, Nolwenn Leroy                                                                         | Julien Clerc                      |
|    | - Au fur et à mesure                               | Gérard Darmon, Elsa                                                                                  | Liane Foly                        |
|    | - The letter                                       | Garou, Muriel Robin                                                                                  | The Box Tops                      |
|    | - Écris l'histoire                                 | Liane Foly, Michael Jones                                                                            | Grégory Lemarchal                 |

## Les musiciens[2]
- Direction d'orchestre, Claviers & Accordéon : Jean-Yves Bikialo
- Claviers : Michel Amsellem
- Batterie : Fabien Haimovici
- Basse : Dominique Grimaldi
- Guitares : Hervé Brault & Sébastien Chouard
- Basse sur Face à la mer : Calogero

## Autres renseignements

### Marraine du concert
La marraine du Village des Enfoirés, était, comme chaque année depuis 1992, l'humoriste Muriel Robin.

### CD et DVD
Le CD et le DVD du spectacle sont sortis simultanément le samedi 8 avril 2006. Le CD du concert s´est classé à la 4e place des ventes d´albums pour 2006. L'album s'est vendu à ce jour à 536 100 exemplaires.

### Hymne
Pour les enfoirés 2006, l'hymne choisi était la chanson Le temps qui court, d'Alain Chamfort.

## Classements hebdomadaires
| Classement (2006)            | Meilleure place |
| ---------------------------- | --------------- |
| Belgique (Wallonie Ultratop) | 1               |
| France (SNEP)                | 1               |
| Suisse (Schweizer Hitparade) | 1               |

## Certifications
| Pays          | Certification | Unités certifiées |
| ------------- | ------------- | ----------------- |
| Suisse (IFPI) | Or            | 15 000            |